# Witold Kopeć
Witold Józef Kopeć (ur. 5 lipca 1958 w Łodzi, zm. 3 stycznia 2022 w Lublinie) – polski aktor, reżyser, pedagog, działacz społeczny, doktor habilitowany sztuki teatralnej, aktor Teatru im. Juliusza Osterwy w Lublinie, prezes Fundacji Prawda Dobro Piękno, odznaczony Srebrnym Krzyżem Zasługi (2004).

## Życiorys

### Wykształcenie
Rodzice aktora byli ekonomistami. W 1977 roku ukończył XXVI Liceum Ogólnokształcące im. M. Fornalskiej (obecnie K. K. Baczyńskiego) w Łodzi, w 1981 roku został absolwentem Wydziału Aktorskiego Państwowej Wyższej Szkoły Filmowej, Telewizyjnej i Teatralnej im. L. Schillera w Łodzi. W 2006 roku uzyskał stopień doktora, zaś w 2011 roku doktora habilitowanego sztuki teatralnej w Akademii Teatralnej im. Aleksandra Zelwerowicza w Warszawie.

### Kariera aktorska
W trakcie swojej kariery związany był z kilkoma polskimi teatrami. W latach 1981–1984 występował na deskach Teatru im. Stefana Jaracza w Olsztynie. W roku 1984 przeniósł się do Bydgoszczy, gdzie w Teatrze Polskim pracował do roku 1987. Lata 1987–1989 spędził w Szczecinie – tam krótko związany był kolejno z Teatrem Polskim i Teatrem Współczesnym. W 1989 roku na stałe osiedlił się w Lublinie, gdzie pozostał częścią zespołu Teatru im. Juliusza Osterwy do śmierci. 
Od początku kariery monodramy stawały się najważniejszą formą jego wypowiedzi teatralnej. To one stały się jego znakiem rozpoznawczym i przyniosły mu najwięcej nagród.
Zagrał także w m.in. w filmach – Dzień Czwarty (1984), Życie za życie. Maksymilian Kolbe (1991), Generał polskich nadziei... Władysław Anders (2007) oraz Nad życie (2012). 
W 2020 roku startował w konkursie na stanowisko dyrektora Teatru im. Juliusza Osterwy w Lublinie. Uzyskał wówczas jeden na dziewięć głosów, a sam konkurs pozostał nierozwiązany. Jako powód nierozstrzygnięcia konkursu komisja złożona w większości z przedstawicieli Zarządu Województwa Lubelskiego oraz Ministerstwa Kultury i Dziedzictwa Narodowego podała, że żaden z kandydatów nie spełnił kryteriów oceny ustalonych przez komisję konkursową. 

### Praca pedagogiczna

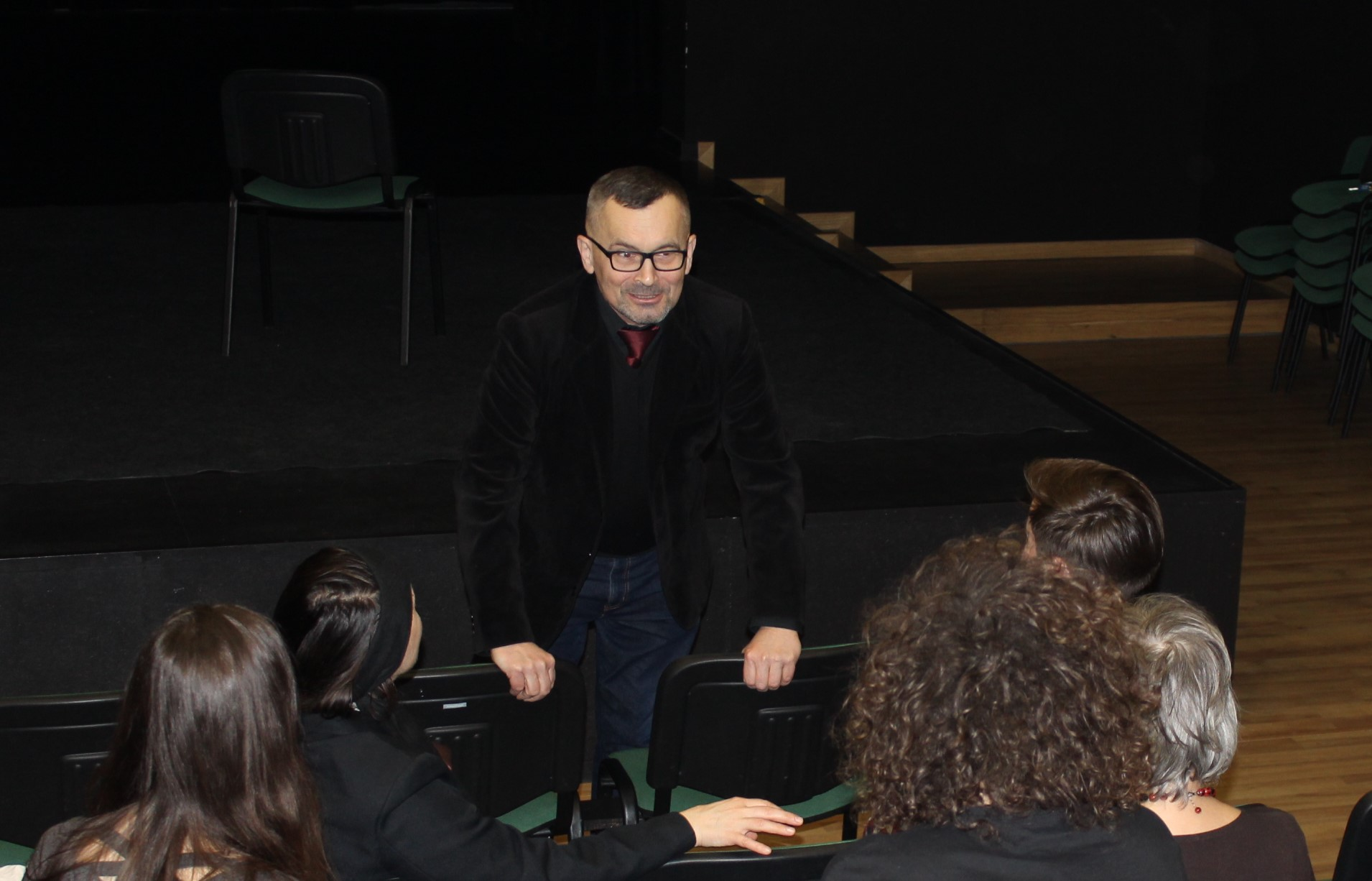
Witold Kopeć podczas zajęć z retoryki stosowanej, Lublin, 2019

W 2001 roku rozpoczął swoją pracę pedagogiczną. Od tego czasu współpracował m.in. z Wydziałem Artystycznym Uniwersytetu Marii Curie-Skłodowskiej, Wydziałem Prawa i Administracji UMCS, z Katedrą Retoryki KUL, czy z Wyższą Szkołą Kultury Społecznej i Medialnej w Toruniu. W latach 2011–2014 zajmował stanowisko adiunkta w Katedrze Filozofii Kultury KUL.

### Działalność społeczna
Od 1981 roku był członkiem NSZZ „Solidarność”, w tym od 1991 działa w Komisji Zakładowej przy Teatrze im. J. Osterwy w Lublinie. Od 2006 roku nieprzerwanie pełni funkcję jej przewodniczącego. W latach 2002–2011 był członkiem Rady Artystycznej Teatru im. J. Osterwy w Lublinie. 
Od 2014 roku prowadził Laboratorium Teatralne im. Heleny Modrzejewskiej ukierunkowane na pracę z młodzieżą. Zespół zrealizował m.in. „Antygonę”, „Damy i Huzary”, „Gwałtu, co się dzieje!”. W 2014 roku w 60. rocznicę likwidacji więzienia na Zamku Lubelskim podjął się realizacji wg własnego scenariusza spektaklu „Lubelskie Dziady” (na motywach „Dziadów” Adama Mickiewicza). Premiera miała miejsce 20 maja 2014 roku na dziedzińcu Zamku Lubelskiego.
W 2017 roku założył Fundację Prawda Dobro Piękno mającą na celu kultywowanie uniwersalnych wartości prawdy, dobra i piękna w sztuce. W Fundacji niezmiennie pełni funkcję Prezesa. Pod szyldem Fundacji zrealizowany został monodram „Obrona Sokratesa”. Fundacja wspiera także działalność Laboratorium Teatralnego.

## Ważniejsze role teatralne
- Gustaw – „Śluby panieńskie” A. Fredro, reż. J. Wierzbicki[18]
- Artur – „Tango” S. Mrożek, reż. K. Szachnowski
- Tadeusz – „Pan Tadeusz” A. Mickiewicz, reż. W. Jesionka
- Seweryn – „Pan Damazy” W. Bliziński, reż. R. Metzler
- ks. Myszkin – „Idiota” F. Dostojewski, reż. A. May
- Pączek – Niezwycięski – „Adam i Ewa” M. Bułhakow, reż.J. Andrucki
- Zbyszko – „Moralność Pani Dulskiej” G. Zapolska, reż. A. Żarnecki
- Moczarski – „Rozmowy z katem” K.Moczarski, reż. Z. Sztejman
- Septimus Hodge – „Arkadia” T. Stoppard, reż. K. Babicki
- Poufalski – „Piękna Lucynda” M. Hemar, reż. E. Korin
- Hrabia Szarm – „Operetka” W. Gombrowicz, reż. K. Babicki
- Ja jestem Żyd z Wesela – „Wesele” S. Wyspiański, reż. on sam[19]

## Ważniejsze monodramy
- „Nie będzie darowane” – tekst własny
- „Beniowski” – wg Juliusza Słowackiego[20]
- „Trzy rozmowy z Panem Herbertem” – na motywach utworów Zbigniewa Herberta (również wersja anglojęzyczna)
- „Obrona Sokratesa” – wg Platona (tłum. R. Legutko)

## Nagrody
- Nagroda Specjalna Jury Ogólnopolskiego Konkursu na Inscenizację Dzieł Polskich Romantyków (Warszawa, 1999),
- Nagroda im. Wojciecha Hasa I Międzynarodowych Spotkań Teatrów Jednego Aktora i Małych Form Teatralnych we Wrocławiu (Wrocław, 2000),
- Nagroda Specjalna Prezesa Radia „Merkury” Ogólnopolskiego Festiwalu Sztuki Słowa „Verba Sacra” w Poznaniu (Poznań, 2001),
- Nagroda Kulturalna Województwa Lubelskiego (Lublin, 2006),
- Wyróżnienie za reżyserię na Festiwalu Teatrów Niewielkich w Lublinie (Lublin, 2009)[6].